# Little Nemo (film)
Vous lisez un « bon article » labellisé en 2020.
Pour les articles homonymes, voir Little Nemo (homonymie).
Pour plus de détails, voir Fiche technique et Distribution.
Little Nemo est un court métrage d'animation muet américain réalisé par le dessinateur américain Winsor McCay et sorti en 1911. Il est aussi titré Winsor McCay, the Famous Cartoonist of the N.Y. Herald and His Moving Comics (littéralement en français « Winsor McCay, le célèbre auteur de BD du N.Y. Herald et ses dessins animés ») ou encore Le Dernier Cri des dessins animés. Ce premier film de McCay, qui est l'un des premiers films d'animation, représente des personnages de sa bande dessinée Little Nemo in Slumberland. Il se distingue des expériences réalisées jusqu'alors par les pionniers du genre au niveau de l'animation expressive des personnages.
Inspiré par les folioscopes que son fils Robert ramène à la maison, McCay dit avoir découvert la possibilité d'animer des images à partir de ses dessins. Il se déclare également être « le premier homme au monde à réaliser des dessins animés » bien que d'autres auteurs comme l'Américain James Stuart Blackton ou le Français Émile Cohl en aient réalisés avant lui. Les quatre mille dessins du court métrage sur papier de riz sont tournés dans les studios Vitagraph sous la supervision de Blackton. La majeure partie du film est constituée d'une séquence en prise de vues réelles dans laquelle McCay parie avec ses collègues qu'il peut faire des dessins qui se meuvent. Il gagne le pari en réalisant quatre minutes d'animation durant lesquelles les personnages de Little Nemo jouent, interagissent et se métamorphosent selon le bon vouloir de McCay.
Little Nemo est projeté pour la première fois dans les salles de cinéma le 8 avril 1911 et, quatre jours plus tard, McCay commence à l'utiliser dans le cadre de son numéro de vaudeville. À la suite du bon accueil qui en résulte, McCay décide de coloriser à la main chacune des images animées du film originellement en noir et blanc. Le succès du film amène McCay à consacrer plus de temps à l'animation. Ainsi, il réalise par la suite How a Mosquito Operates en 1912 et son film le plus connu, Gertie le dinosaure, en 1914.

## Synopsis
Le court métrage commence par un intertitre proclamant McCay comme étant « le célèbre auteur de bande dessinée du New York Herald » et « le premier artiste à tenter de dessiner des images qui bougent ». S'ensuit une scène dans laquelle McCay est assis dans un restaurant avec un groupe de collègues, dont le dessinateur George McManus, l'acteur John Bunny et l'éditeur Eugene V. Brewster. McCay parie qu'en un mois, il pourra animer quatre mille dessins. Le groupe rit et mime qu'il est ivre ou fou. McCay se met au travail dans un studio où des ouvriers lui ont livré des paquets de papier et des barils d'encre. Un mois plus tard, McCay réunit ses collègues devant un projecteur de film. McCay esquisse rapidement des personnages de sa bande dessinée Little Nemo.
McCay place un dessin du personnage Flip dans une fente en bois devant la caméra. Les mots « Watch me move » (littéralement en français « Regardez-moi bouger ») apparaissent au-dessus de la tête de Flip, et il commence à gesticuler tout en fumant son cigare. Des blocs tombent du ciel et s'assemblent pour former Impie et les deux personnages se déforment, disparaissent et réapparaissent, avant qu'un Little Nemo habillé de façon fantasque ne se matérialise par enchantement. Nemo empêche Flip et Impie de se battre et prend le contrôle de leurs formes ; il les étire et les ratatine en levant et en baissant les bras. Nemo dessine ensuite la Princesse et l'amène à la vie animée. Il lui offre une rose qui a soudainement poussé à proximité, tandis qu'un dragon gigantesque fait son apparition. Le couple s'assoit sur un trône dans la bouche du dragon et fait signe au public alors que la créature les emporte.
Flip et Impie tentent de suivre le dragon dans un tacot, mais la voiture explose et les envoie dans les airs. Le docteur Pill arrive pour les aider, mais ne trouve personne jusqu'à ce que Flip et Impie atterrissent sur lui. Alors qu'ils essaient d'aider le médecin à se lever, l'animation se fige. La caméra fait un zoom arrière pour révéler le numéro de série "No. 4000" et un pouce tenant le dessin.

## Fiche technique
Sauf indication contraire, les informations mentionnées dans cette section peuvent être confirmées par la base de données cinématographiques IMDb,  présente dans la section « Liens externes ».
- Titre original : Winsor McCay the Famous Cartoonist of the New York Herald and His Moving Comics[8],[9]
- Titre alternatif anglophone : Little Nemo[8],[9]
- Réalisation : Winsor McCay
- Scénario : Winsor McCay
- Production : Winsor McCay
- Société de production : Vitagraph Studios
- Pays de production :  États-Unis
- Format : muet[9]
- Genre : dessin animé
- Durée : 7 minutes
- Date de sortie : 
  - États-Unis : 8 avril 1911
  - France : juin 1911[10]

## Production

### Contexte
Winsor McCay développe, tôt dans sa vie, des aptitudes considérables pour réaliser des dessins soigneux et détaillés. Jeune homme, il gagne sa vie en dessinant des portraits et des affiches dans des dime museums (musées à 10 sous), et attire de grandes foules par sa capacité à dessiner rapidement en public. En 1898, McCay commence à travailler à plein temps en tant qu'illustrateur de presse, puis à dessiner des comic strips dès 1903. Il réalise ainsi pour les journaux Cauchemars de l'amateur de fondue au Chester (1904-1911) et Little Nemo in Slumberland (1905-1914). En 1906, McCay se lance dans le vaudeville, où il s'adonne à des chalk talk (en) durant lesquels il dessine devant un public.
Inspiré par les folioscopes que son fils Robert ramène à la maison,, McCay dit avoir découvert la possibilité d'animer des images à partir de ses dessins. Il se déclare également être « le premier homme au monde à réaliser des dessins animés », mais il était probablement au fait des œuvres réalisées avant par l'Américain James Stuart Blackton et le Français Émile Cohl. En effet, en 1900, Blackton produit The Enchanted Drawing, un « trick film » (film à trucs) dans lequel un artiste interagit avec un dessin sur chevalet,. Il utilise aussi des dessins à la craie en 1906 pour animer Humorous Phases of Funny Faces et des techniques d'animation en volume pour The Haunted Hotel en 1907. Les films de Cohl, tels que Fantasmagorie de 1908, étaient des œuvres non narratives oniriques dans lesquelles personnages et scènes changeaient continuellement de forme. Ils sont distribués pour la première fois aux États-Unis en 1909, année durant laquelle McCay dit s'être intéressé à l'animation. Selon John Canemaker, biographe de McCay, ce dernier a combiné dans ses films les qualités interactives de ceux de Blackton avec les qualités abstraites et de transformation de ceux de Cohl. Dans les films de ces trois réalisateurs, l'artiste interagit avec l'animation.
Considéré comme le chef-d'œuvre de McCay,,,, la bande dessinée Little Nemo in Slumberland fait ses débuts en octobre 1905 dans l'édition dominicale du New York Herald, bénéficiant d'une pleine page. Le jeune protagoniste du film, dont l'apparence s'inspire de celle de Robert, le fils de McCay, vit des rêves fabuleux au « Pays du sommeil » (Slumberland) toujours interrompus brutalement dans la dernière vignette de la planche. McCay a expérimenté diverses choses dans ses bandes dessinées tels que le timing et le rythme, la mise en page, la taille et la forme des cases et la perspective.

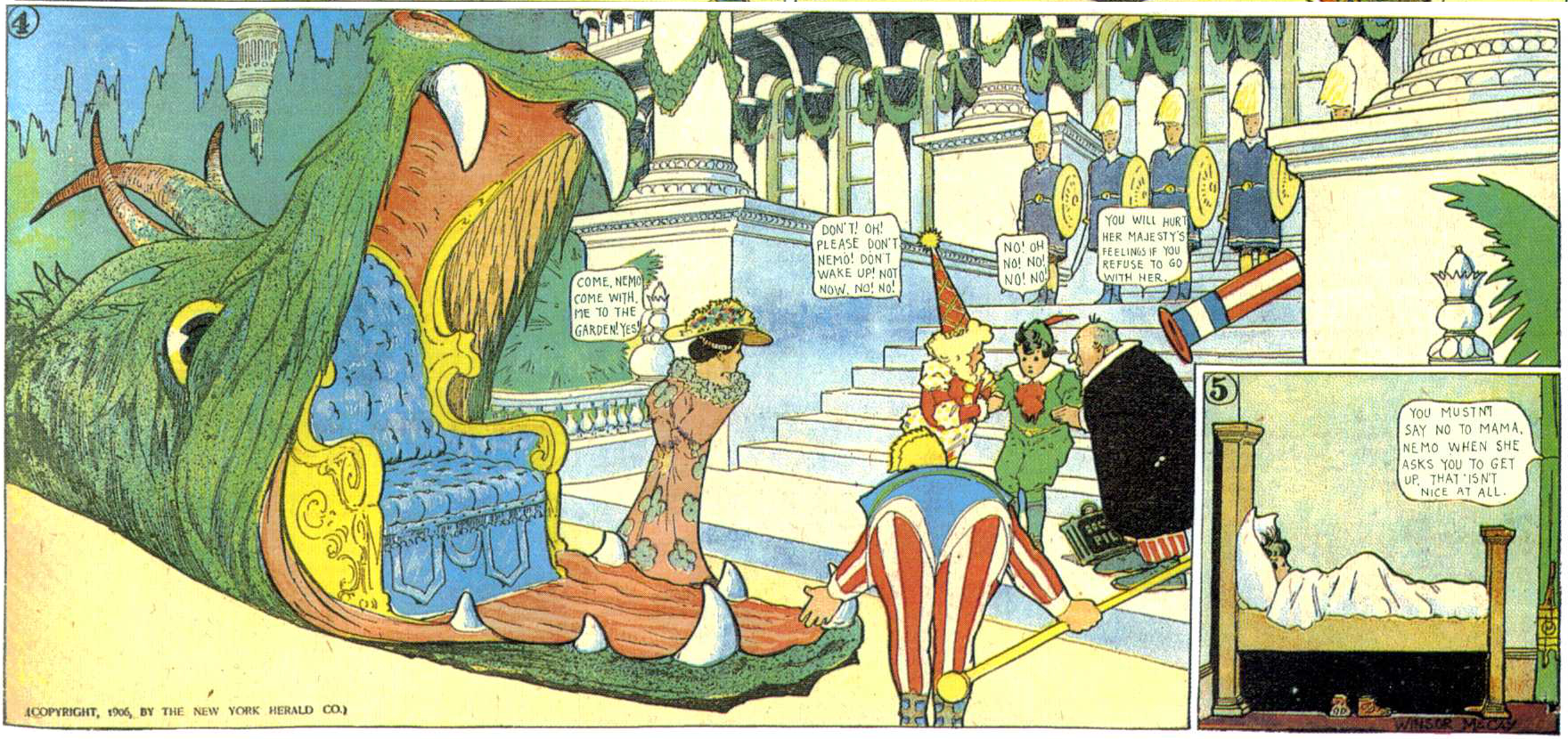
Extrait de la bande dessinée Little Nemo in Slumberland (22 juillet 1906).

### Réalisation
Vers la fin de l'année 1910, McCay réalise les 4 000 dessins sur du papier de riz pour la partie animée du film. Un numéro de série est attribué à chacun d'eux et des marques sont apposées dans les coins supérieurs pour le repérage. Ils sont fixés sur des feuilles de carton pour les manipuler et les photographier plus facilement. Avant de prendre les clichés de ses dessins, McCay les teste sur une machine à manivelle de 24×12×20 pouces (61×30×51 cm) de type Mutoscope pour s'assurer de la fluidité de l'animation. La photographie est réalisée dans les studios Vitagraph sous la supervision de Blackton. La partie animée compte environ quatre minutes sur la durée totale du film. McCay utilise une boucle d'animation dans une seule séquence pour une action répétée, réutilisant une série de sept dessins six fois (trois en avant, trois en arrière) pour que Flip déplace son cigare dans sa bouche trois fois de haut en bas. McCay utilise, de façon plus étendue, cette technique dans les films qu'il réalise par la suite.

### Style

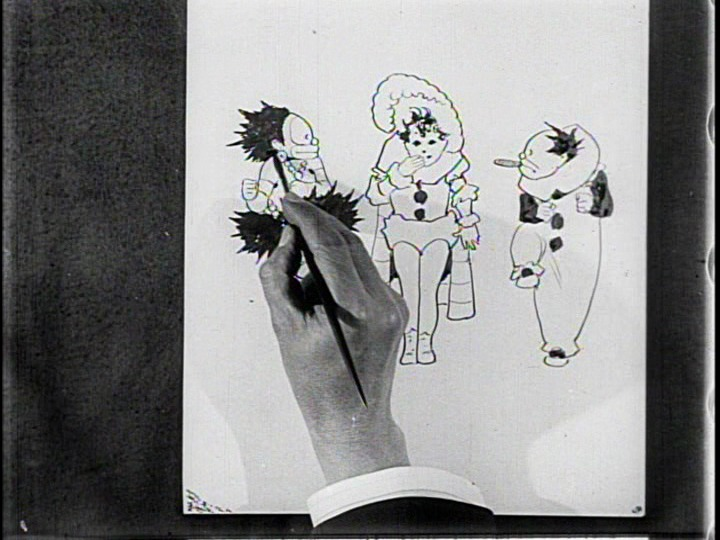
Winsor McCay dessinant trois des personnages de Little Nemo : Impie, Nemo, et Flip.

Les dessins de Winsor McCay s'inscrivent dans le style Art nouveau, familier aux lecteurs de ses bandes dessinées. L'animation expressive de ses personnages différencie Little Nemo des films de Blackton et Cohl. Il n'y a pas d'arrière-plan dans Little Nemo, le premier film de McCay avec arrière-plan étant Gertie le dinosaure en 1914. McCay démontre sa maîtrise de la perspective linéaire dans des scènes telles que la disparition en douceur du dragon qui s'éloigne au loin.
L'accueil positif du film incite McCay à coloriser à la main chacune des images du film 35 mm originellement en noir et blanc. Le dragon-carrosse qui emporte Nemo et la princesse apparaît initialement dans trois épisodes de Little Nemo in Slumberland au milieu de 1906.
L'universitaire Mark Winokur relève des hiérarchies raciales dans la bande dessinée et le film Little Nemo. Nemo l'anglo-saxon est dépeint de la façon la plus réaliste, tandis que Flip l'Irlandais est dessiné comme une caricature de ménestrel et Impie l'Africain muet est plus grotesquement caricaturé. Nemo, au sommet de cette hiérarchie, exerce son autorité sur les autres personnages, comme lorsqu'il les déforme par magie. Gordon B. Arnold souligne aussi que le portrait stéréotypé et caricaturé d'Impie comporte des connotations racistes, reflétant de fait les préjugés de l'époque.
Selon Xavier Kawa-Topor, Little Nemo « témoigne d'un assujettissement au modèle de l'attraction foraine par les métamorphoses qui affectent ses personnages dessinés, comme s'ils étaient placés devant le miroir déformant d'un palais des glaces ». L'historien français estime également que Winstor McCay parvient à conférer à son dessin animé un rendu réaliste beaucoup plus prononcé que dans les films d'Émile Cohl grâce au graphisme de ses personnages et à la fluidité de leur animation.

## Promotion du film et accueil du public
Distribué par la Vitagraph Company of America, le film fait ses débuts dans les salles américaines le 8 avril 1911 et McCay inclut le film dans son numéro de vaudeville à partir du 12 avril. Little Nemo est un succès auprès du public et obtient des critiques positives. Le lendemain de la sortie du film, un critique du The New York Dramatic Mirror déclare, que de toutes les « scènes à trucs » réalisées à partir de dessins de bandes dessinées, celles de Winsor McCay sont de loin les meilleures qu'il a vues. Le magazine de cinéma The Moving Picture World écrit qu'« après avoir regardé ces images pendant un moment, on est presque prêt à croire que l'on a été transporté à Dreamland avec Nemo et que l'on partage ses aventures extraordinaires. […] Cela devrait être populaire partout. C'est l'un de ces films bénéficiant d'un héritage publicitaire naturel grâce à l'importante et large popularité de son sujet. Little Nemo est connu partout »,. The Morning Telegraph qualifie le nouveau film de McCay comme « un coup d'éclat encore plus fort que le précédent » et inscrit McCay sur sa « liste bleue » des acteurs et numéros de vaudeville les mieux notés. En 1938, l'architecte Claude Bragdon évoque l'excitation qu'il a ressenti en voyant Little Nemo, disant avoir été le témoin d'un nouvel art,. Si Little Nemo apparaît sur scène et en salle la même semaine, McCay décide pour ses deux films suivants, How a Mosquito Operates (1912) et Gertie le dinosaure (1914), de les jouer d'abord pendant un certain temps dans son spectacle sur scène avant leur sortie en salle.
En France, Vitagraph sort le film sous le titre Le Dernier Cri des dessins animés en juin 1911 et Émile Cohl est l'un des premiers à le visionner après recommandation de Ferdinand Zecca, alors directeur de production chez Pathé. Dans l'édition du 20 mai 1911 du Ciné-journal, Vitagraph fait la promotion du court-métrage en ces termes élogieux : « Sans précédent. Ce film ne saurait être comparé à aucun de ceux qui ont déjà illustré le genre. Il y a vraiment dans ce travail quelque chose de nouveau qui déconcerte l'imagination ». Le 27 mai, dans le même journal, une nouvelle réclame est éditée, dans laquelle il est stipulé qu'« on a déjà fait, en cinématographie des dessins animés, on en a même fait de très curieux, qui eurent beaucoup de succès. Mais […] il y a dans ce film unique quelque chose de nouveau. Tout le monde se demande quoi… et ne peut pas le trouver. Cela tient du mystère ».

## Postérité
L'historien de l'animation Giannalberto Bendazzi voit les séries de modifications d'images de Little Nemo, qui n'a pas d'intrigue, comme une démonstration des possibilités de l'animation. Bendazzi estime que McCay a surmonté cet expérimentalisme manifeste dans How a Mosquito Operates. La méthode de travail de McCay était laborieuse et les animateurs ont développé un certain nombre de méthodes pour réduire la charge de travail et accélérer la production afin de répondre à la demande de films d'animation. Quelques années après la sortie de Little Nemo, la règle à tenons du Canadien Raoul Barré combinée à la technique d'animation sur cellulo, de l'Américain Earl Hurd, sont devenues presque universelles dans les studios d'animation. Dès 1916, McCay adopte le cellulo pour son quatrième film The Sinking of the Lusitania qui sort en 1918.
Sorti en 1913, le premier film du réalisateur américain John Randolph Bray, The Artist's Dream, alterne séquences en images réelles et séquences animées, avec un chien qui éclate après avoir mangé trop de saucisses. Ces détails ne sont pas sans rappeler les deux premiers films de McCay, Little Nemo et How a Mosquito Operates, et peuvent laisser supposer une influence directe. Mais, Bray déclare alors avoir tout ignoré des expérimentations de McCay au moment où il travaillait sur son film.
En 2009, Little Nemo est sélectionné par la bibliothèque du Congrès pour être conservé dans le National Film Registry comme étant « culturellement, historiquement ou esthétiquement important ».

Autres images extraites du film
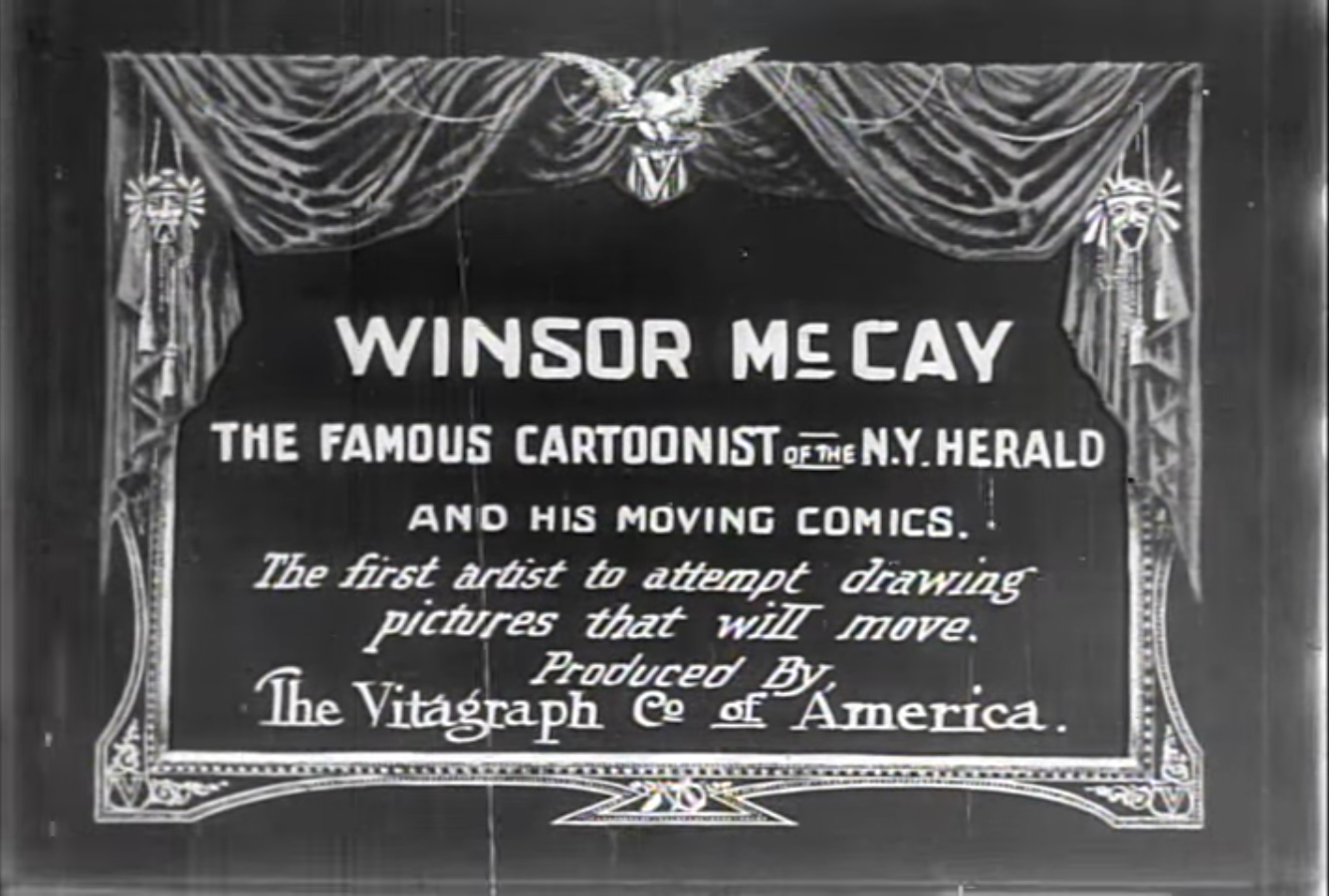
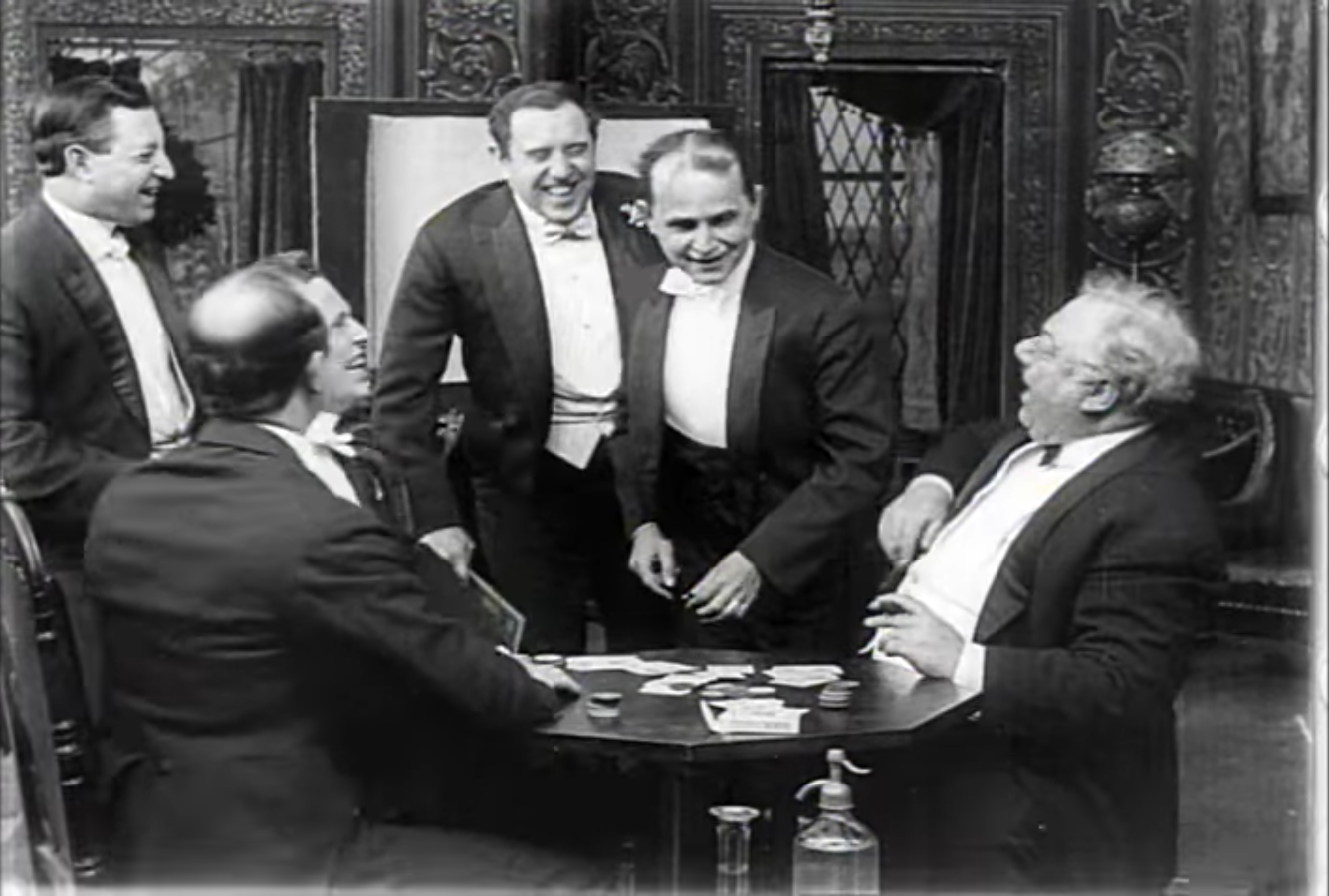
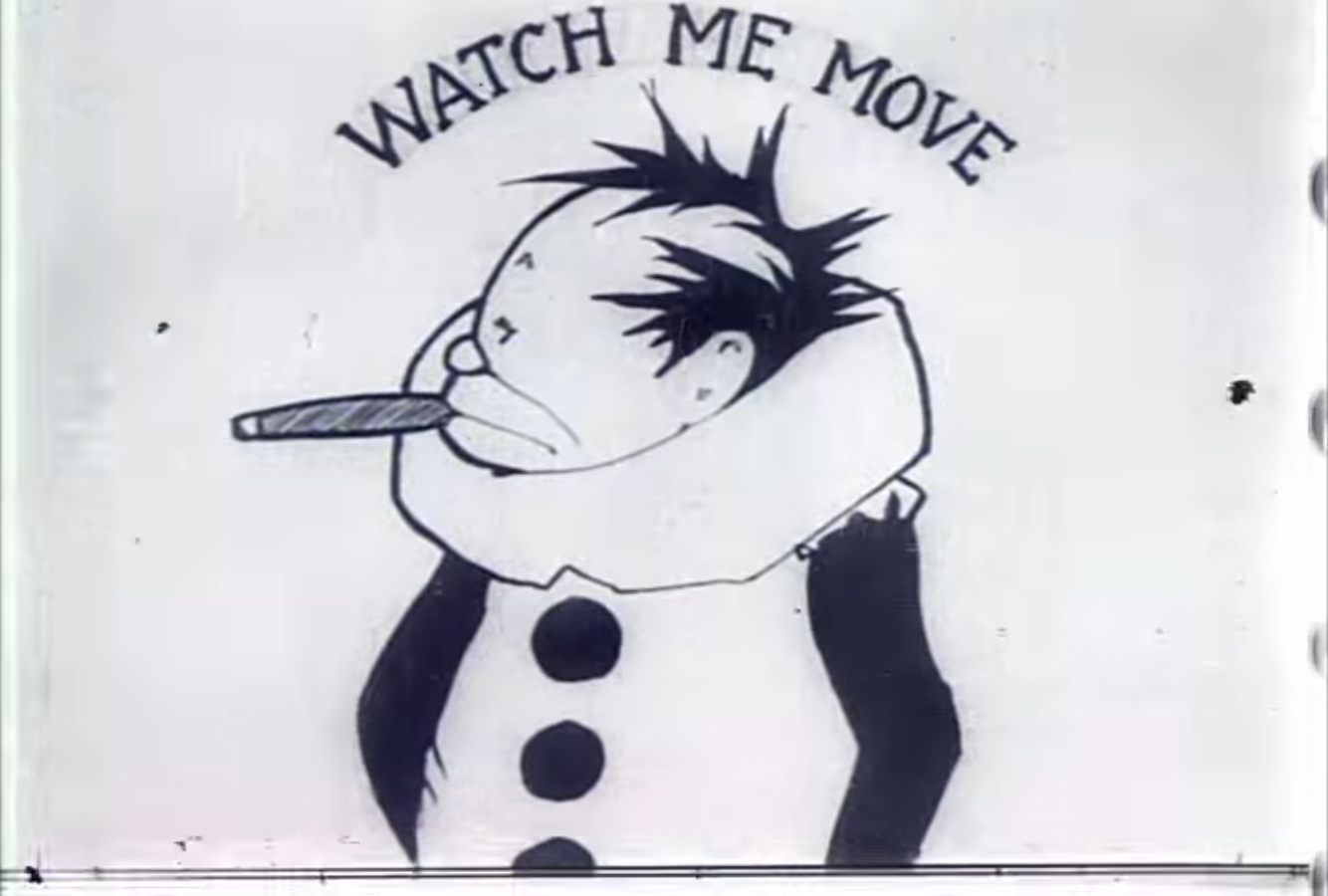
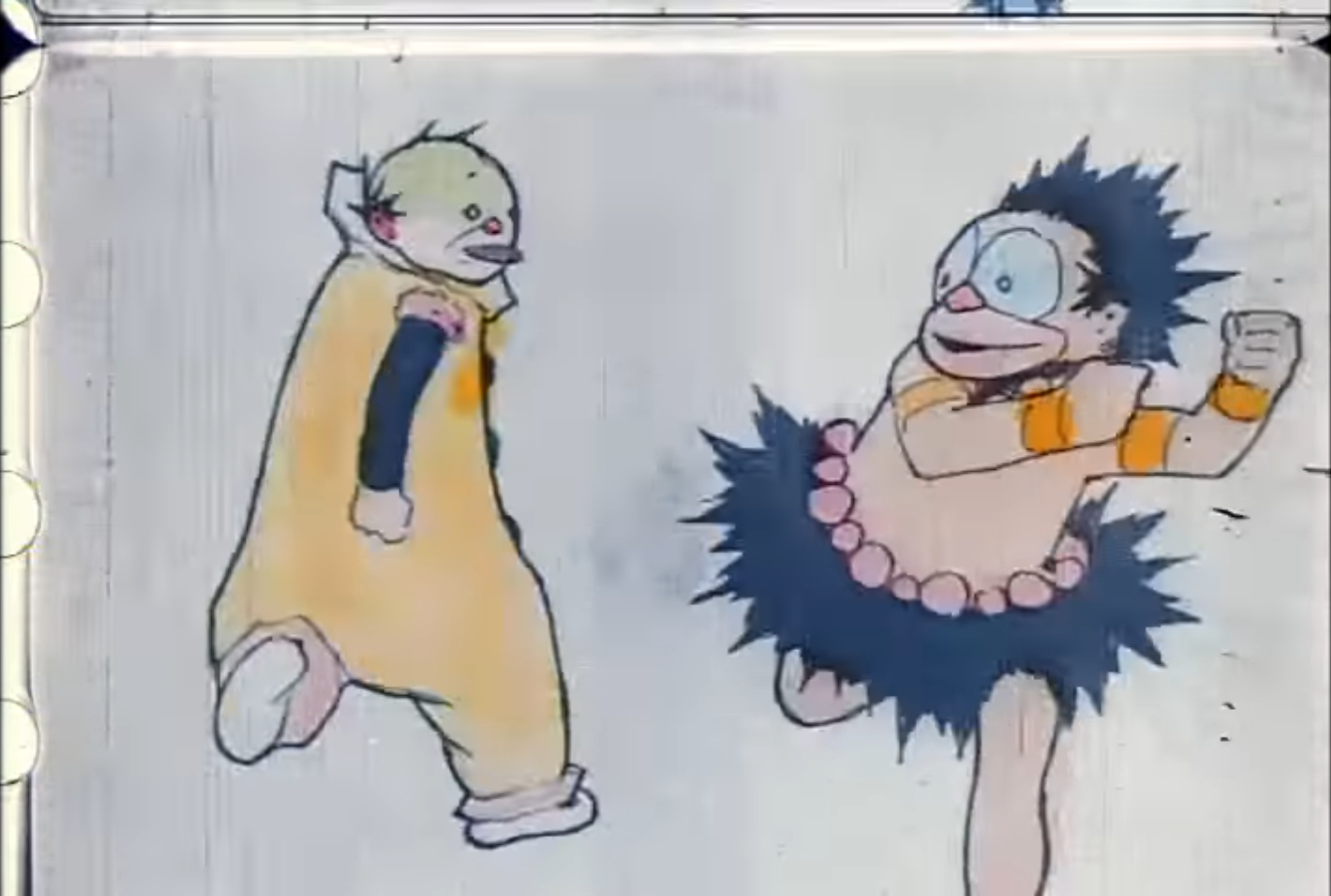
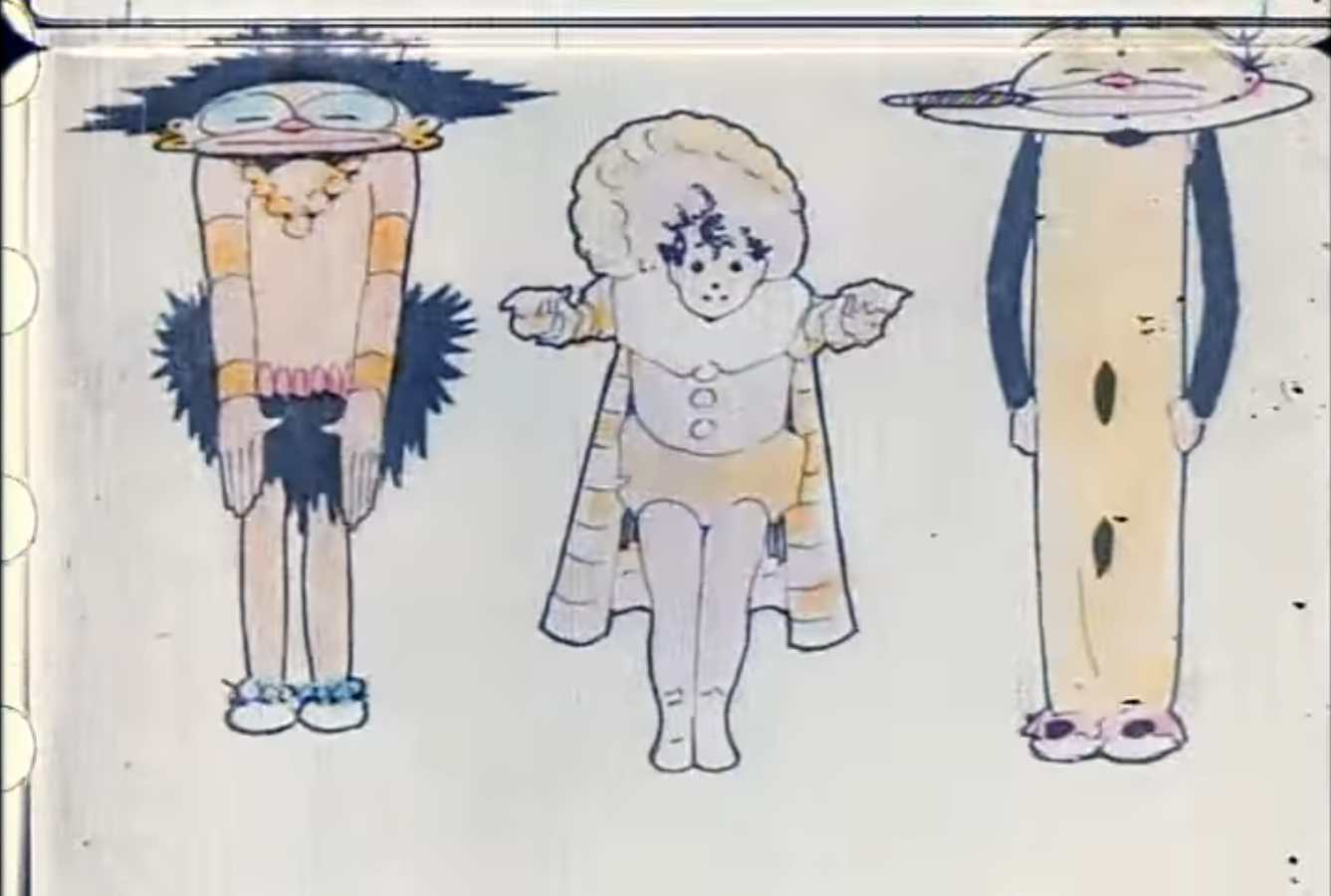
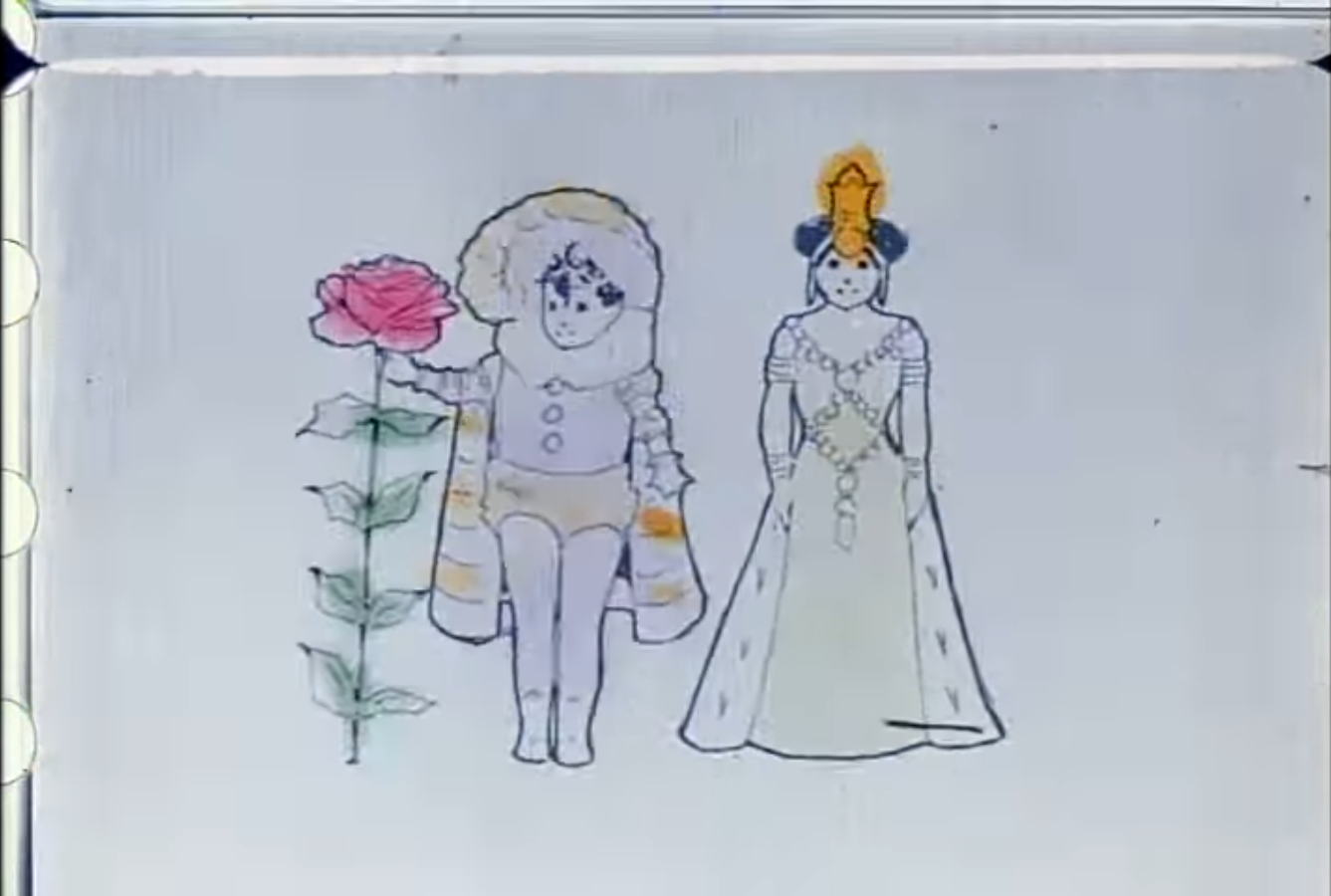
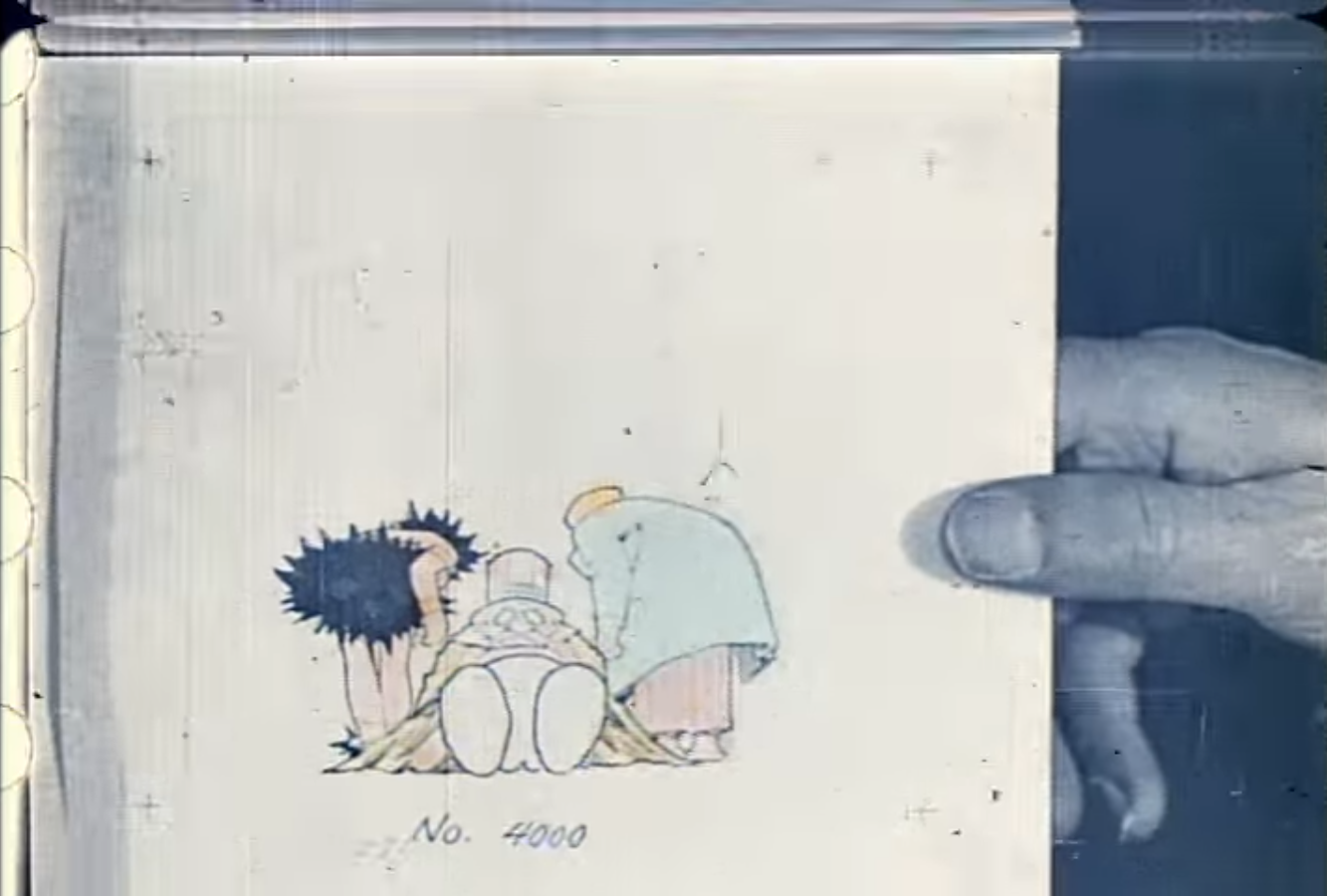